# Quinten Massys

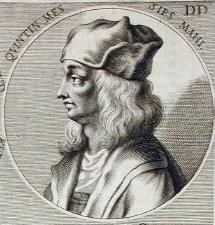
Quinten Massys, grabado de Joachim von Sandrart para su Teutsche Akademie.

Quinten Massys  (Lovaina, c. 1466 - 1530) fue un pintor flamenco fundador de la escuela de Amberes, cuya obra representa la primera síntesis efectiva entre la tradición flamenca y las ideas del renacimiento italiano.

## Obra

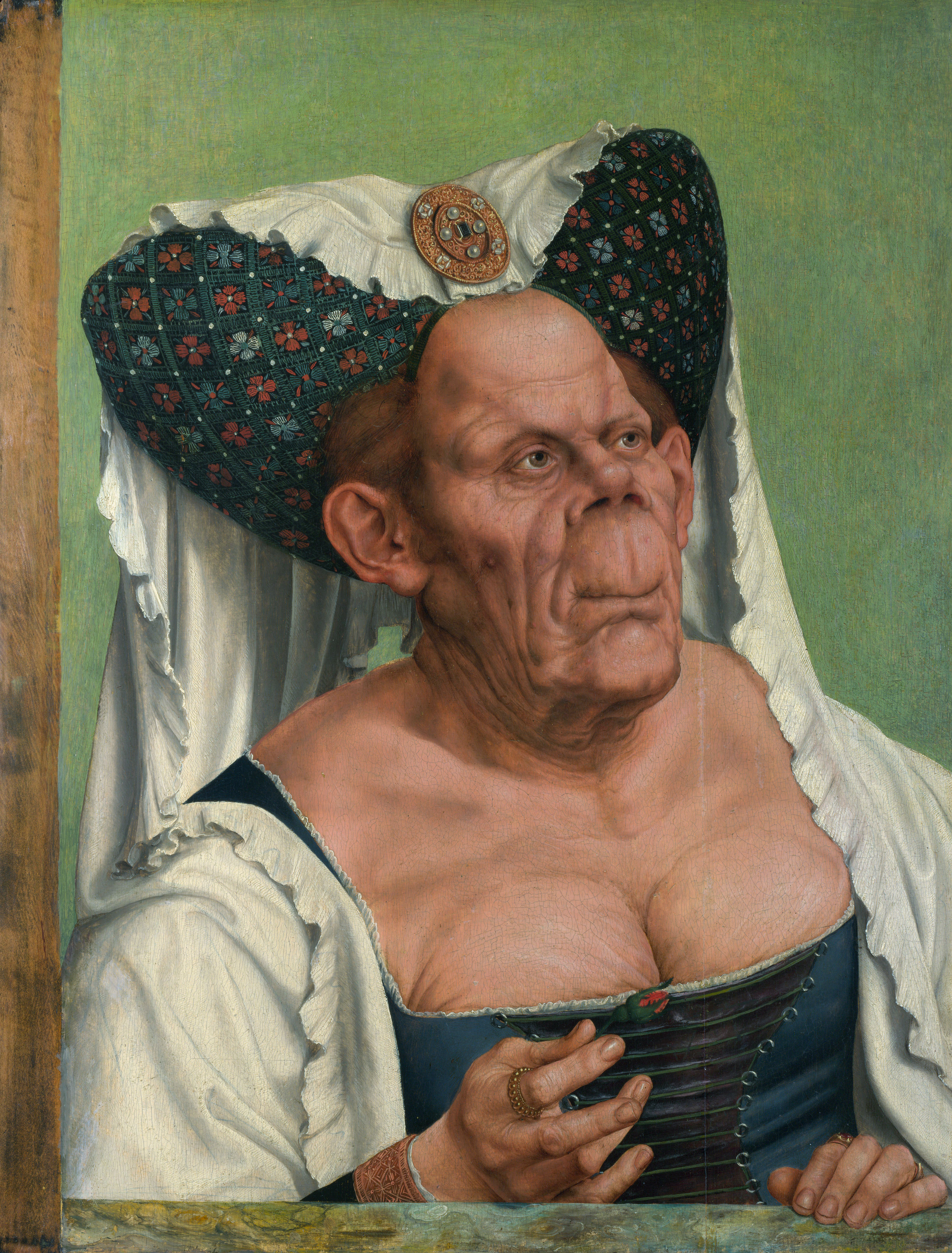
La duquesa fea, h. 1525-30 (National Gallery de Londres).

Parece ser que nació en Lovaina y trabajó en Amberes desde 1491 hasta su muerte.  Dirk Bouts fue su principal influencia en su ciudad natal, donde se formó. De su biografía no se sabe demasiado; estuvo casado y tuvo varios hijos que trabajaron tanto con él como en el taller, como son Jan y Cornelys.
Massys cultivó la temática religiosa y el retrato. Las primeras obras, de las cuales no conservamos datos, no se han fechado, pero se le han atribuido imágenes de la Virgen como La Virgen con el Niño (Museos Reales de Bellas Artes, Bruselas) y Cristo presentado al pueblo (Museo del Prado, Madrid), mostrando la influencia de los primitivos flamencos en la intensidad del sentimiento religioso, suntuosidad cromática y minuciosidad en el detalle. Sus primeras obras datadasː en 1509 realizó el Tríptico de Santa Ana, en Museos Reales de Bellas Artes, Bruselas, y de 1511 es su Lamentación de Cristo, actualmente en el Koninklijk Museum voor Schone Kunsten, Amberes, ciudad también donde se inscribió en el Gremio de San Lucas, alrededor de 1491. En ambas obras, que se trata de retablos, encontramos esa clara influencia flamenca primitiva junto a la renacentista italiana que le caracteriza.
En obras posteriores, sobre todo en los retratos y escenas cotidianas, Massys se esfuerza por representar a sus modelos en sus acciones características. Además se centró en la pintura moralista, junto a los retratos. Este tipo de pintura moralista la presenciamos en su obra El banquero y su mujer (1514, Louvre, París), el conflicto insinuado sutilmente entre avaricia y oración se representa en la pareja que a su vez ilustra la introducción de una nueva nota satírica en sus pinturas. También está representado este moralismo pictórico en la Pareja desigual (National Gallery of Art, Washington).
Otros de sus retratos, especialmente el Retrato de anciano (1517, Museo Jacquemart-André, París), muestran la influencia de Leonardo da Vinci en sus fisonomías resueltamente honestas, algo grotescas. 
De su última etapa, La duquesa fea (c.1525, National Gallery, Londres) lleva su estilo satírico a sus últimas consecuencias. John Tenniel lo usó para su retrato de la Duquesa de Alicia en el país de las maravillas. Parece tratarse de una persona con la enfermedad de Paget, aunque a veces se dice que se trata de un retrato metafórico de Margarita de Tirol, condesa de Tirol (maultasch es un calificativo aplicado a mujeres de feas costumbres, por sus escándalos maritales). Igualmente se piensa que quizá no sea el retrato de una persona real, sino una ilustración para la obra de Erasmo de Róterdam El elogio de la locura. De Erasmo hizo un retrato, actualmente en el Palacio Barberini de Roma.
Otras obras destacables son Los hipócritas (Palazzo Doria-Pamphili, Roma) y una famosa pintura realizada a dúo con el paisajista Patinir: Las tentaciones de san Antonio Abad (Museo del Prado), de formas grotescas, sin olvidar el tríptico del Descendimiento del Museo Lázaro Galdiano, en cuyas puertas laterales se transcriben textos bíblicos. El Museo de Bellas Artes de Bilbao posee la pintura Los cambistas, antaño dada por autógrafa de Massys en algunas reseñas, pero que ahora se considera obra de un seguidor de Marinus van Reymerswaele.

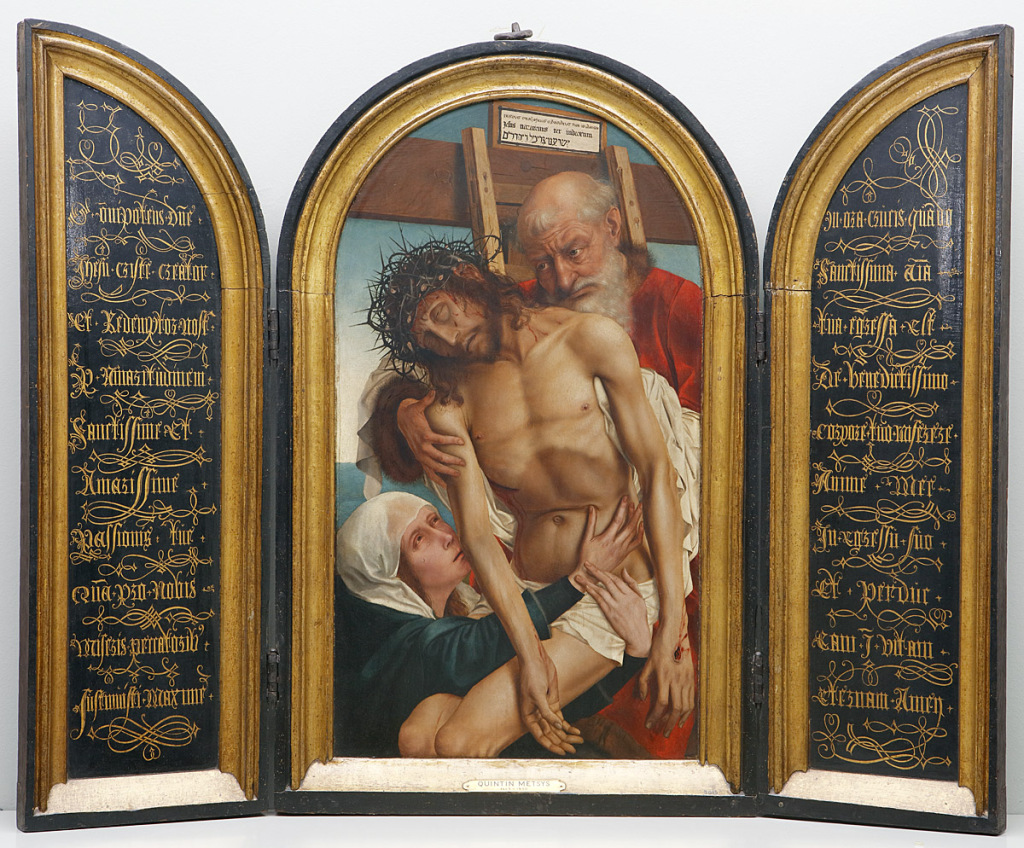
Descendimiento, c. 1500. Museo Lázaro Galdiano.